# 鐵哥
鐵哥（1248年—1313年），元朝大臣，元武宗时中书右丞相。译名又作帖可、铁可、铁柯，姓伽乃氏，西域筑乾国（迦叶弥儿、怯失迷儿，今克什米尔）人。善书法。
鐵哥是怯失迷儿万户斡脱赤之子，宪宗国师那摩之侄。宪宗蒙哥派斡脱赤领怯失迷儿万户，前往招降筑乾国，被筑乾国主所杀。他生于浑源（今山西浑源），四岁随叔父入觐蒙哥汗，並习学蒙古畏兀字。受忽必烈命，隶属于丞相孛罗，为宿卫。元世祖至元十七年（1280年），任正议大夫、尚膳监使，至元二十年（1283年），升同知宣徽院事。次年，任司农寺达鲁花赤、大司农。任内，赈恤桓州饥民。至元二十四年（1287年），从世祖忽必烈征乃颜，在撒儿都用计使塔不台率兵退却。至元二十九年（1292年），拜中书平章政事。元成宗即位后，又多次负责赈济灾民。大德三年（1299年），乞解机务。仍命议中书省事。大德七年（1303年），复拜平章政事。后丁母忧去职。大德十年（1306年），再任平章政事。元武宗即位，遥授中书右丞相，为宁王阔阔出辩诬，使其免死。至大二年（1309年），兼领度支院。至大四年（1311年），元仁宗即位，授开府仪同三司、太傅、录军国重事。卒赠太师，追封秦国公，谥忠穆。后来改封延安王，谥忠献。其孙為中書省參知政事伯彦。

## 延伸阅读
[在维基数据编辑]
 《元史/卷125》，出自宋濂《元史》
 《新元史/卷199》，出自柯劭忞《新元史》